# جيوفاني دي جينارو
جيوفاني دي جينارو (بالإيطالية: Giovanni De Gennaro)‏ هو شخصية أعمال وضابط شرطة وسياسي إيطالي، ولد في 14 أغسطس 1948 في إيطاليا.